# Marko Čolaković
Marko Čolaković (ur. 20 lipca 1980 w Titogradzie) – piłkarz grający na pozycji obrońcy.

## Kariera

### Zeta Golubovci
Čolaković był piłkarzem tego klubu przez siedem sezonów. Na początku swojej kariery w ciągu pięciu lat zagrał w osiemdziesięciu dziewięciu meczach i strzelił cztery bramki. W Zecie występował też w sezonach 2007/2008 i 2008/2009, rozegrał 26 meczów oraz strzelił jedną bramkę. Łącznie w czarnogórskim klubie wystąpił w 115 meczach i zdobył 5 goli.

### Wisła Płock
W Płocku grał przez trzy sezony. Zdobył z Nafciarzami Superpuchar. Wystąpił w 20 meczach i strzelił jedną bramkę – w meczu z Zagłębiem Lubin z rzutu wolnego w 31 minucie. Zdobył także gola w meczu towarzyskim z Celje Pivovarna Laško.

## Wyróżnienia
- Superpuchar Polski